# دری رایت
دری رایت (انگلیسی: Drey Wright؛ زادهٔ ۳۰ آوریل ۱۹۹۵) بازیکن فوتبال اهل بریتانیا است.
از باشگاه‌هایی که در آن بازی کرده‌است می‌توان به باشگاه فوتبال کولچستر یونایتد اشاره کرد.